# Rockstar North
Rockstar North Limited (dříve DMA Design Limited) je britské vývojářské studio Rockstar Games, které sídlí v Edinburghu.  Společnost byla založena ve městě Dundee roku 1987 Davidem Jonesem pod názvem DMA Design. Ten brzy nato najal své bývalé spolužáky Mikea Daillyho, Russella Kaye a Steva Hammonda. Během prvních let podporovala DMA Design společnost Psygnosis, jenž se primárně zaměřovala na vydávání her pro systémy Amiga, Atari ST a Commodore 64. V té době studio vyvinulo několik úspěšných stříleček, jako je Menace (1988) a Blood Money (1989). Po vydání hry Lemmings v roce 1991 začali vyvíjet logické plošinovky. Lemmings se mimo jiné staly celosvětově úspěšnými a vzniklo několik dalších pokračování a spin-offů. Po vývoji hry Unirally (1995) pro Nintendo se DMA Design mělo stát jedním z hlavních second party vývojářů, partnerství však kvůli neshodám s Nintendem, které se týkaly hry Body Harvest (1998), dlouho nevydrželo.
V roce 1997 vydalo DMA Design hru Grand Theft Auto, která slavila obrovský úspěch a stála za vznikem úspěšné stejnojmenné série. Studio bylo brzy nato koupeno společností Gremlin Interactive. Po vydání hry Grand Theft Auto 2 (1999) byla společnost Gremlin koupena firmou Infogrames, jež následně prodala aktiva DMA Designu společnosti Take-Two Interactive. V roce 2002, pár měsíců po vydání hry Grand Theft Auto III (2001), bylo DMA Design přejmenováno na Rockstar North a stalo se součástí značky Rockstar Games. Po změně studio pracovalo na nových hrách, včetně Manhuntu (2003), pomáhalo s vývojem dalších her Rockstaru, jako je například Red Dead Redemption (2010) a Max Payne 3 (2012), a pokračovalo ve vývoji série Grand Theft Auto s tituly Grand Theft Auto IV (2008). a Grand Theft Auto V (2013). Obě hry jsou považovány za nejlepší videohry, přičemž Grand Theft Auto V se stalo druhou nejprodávanější hrou všech dob. Leslie Benzies vedl studio od akvizice společností Take-Two až do svého odchodu v roce 2016.

## Vyvinuté hry

### Jako DMA Design
| Rok  | Název                        | Platformy | Vydavatel                             | Poznámky                                                                   | Zdroje       |
| ---- | ---------------------------- | --- | ------------------------------------- | -------------------------------------------------------------------------- | ------------ |
| 1988 | Menace                       | MS-DOS, Amiga, Atari ST, Commodore 64 | Psygnosis                             |                                                                            | [ 5 ]        |
| 1989 | Ballistix                    | MS-DOS, Commodore 64 | Psygnosis, Psyclapse                  | Původně vyvíjeno společností Reflections Interactive pro Amigu a Atari ST. | [ 1 ]        |
| 1989 | Blood Money                  | MS-DOS, Amiga, Atari ST, Commodore 64 | Psygnosis                             |                                                                            | [ 26 ]       |
| 1989 | Shadow of the Beast          | Commodore 64, TurboGrafx-16 | Psygnosis                             | Původně vyvíjeno společností Reflections Interactive pro Amigu.            | [ 4 ] [ 27 ] |
| 1991 | Lemmings                     | MS-DOS, NES, Master System, Sega Genesis, Game Gear, 3DO, Amiga, Amiga CD32, Amstrad CPC, Atari Lynx, Atari ST, CD-i, CDTV, Commodore 64, FM Towns, Classic Mac OS, TurboGrafx-16, ZX Spectrum | Psygnosis                             |                                                                            | [ 1 ]        |
| 1991 | Oh No! More Lemmings         | MS-DOS, Archimedes, Amiga, Atari ST, Mac OS, SAM Coupé | Psygnosis                             |                                                                            | [ 1 ]        |
| 1993 | Walker                       | Amiga | Psygnosis                             |                                                                            | [ 1 ]        |
| 1993 | Hired Guns                   | MS-DOS, Amiga | Psygnosis                             |                                                                            | [ 28 ]       |
| 1993 | Christmas Lemmings 1993      | MS-DOS, OS/2, Amiga | Psygnosis                             |                                                                            | [ 29 ]       |
| 1993 | Lemmings 2: The Tribes       | MS-DOS, Game Boy, SNES, Sega Genesis, Amiga, Atari ST, FM Towns, Archimedes | Psygnosis                             |                                                                            | [ 30 ]       |
| 1994 | All New World of Lemmings    | MS-DOS, Amiga | Psygnosis                             |                                                                            | [ 8 ]        |
| 1994 | Christmas Lemmings 1994      | MS-DOS, OS/2, Amiga, Mac OS | Psygnosis                             |                                                                            | [ 29 ]       |
| 1994 | Unirally                     | SNES | Nintendo                              |                                                                            | [ 1 ]        |
| 1997 | Grand Theft Auto             | MS-DOS, Microsoft Windows, GBC, PlayStation | BMG Interactive, Take-Two Interactive |                                                                            | [ 1 ]        |
| 1998 | Body Harvest                 | Nintendo 64 | Gremlin Interactive                   |                                                                            | [ 1 ]        |
| 1998 | Space Station Silicon Valley | GBC, Nintendo 64, PlayStation | Gremlin Interactive                   |                                                                            | [ 1 ]        |
| 1998 | Tanktics                     | MS-DOS, Microsoft Windows | Gremlin Interactive                   |                                                                            | [ 1 ]        |
| 1999 | Wild Metal Country           | Microsoft Windows, Dreamcast | Gremlin Interactive                   |                                                                            | [ 1 ]        |
| 1999 | Grand Theft Auto 2           | Microsoft Windows, GBC, Dreamcast, PlayStation | Rockstar Games                        |                                                                            | [ 14 ]       |
| 2001 | Grand Theft Auto III         | Microsoft Windows, Xbox, PlayStation 2, iOS, Android | Rockstar Games                        |                                                                            | [ 14 ]       |

### Jako Rockstar North
| Rok  | Název                                    | Platformy                                                                                           | Vydavatel      |
| ---- | ---------------------------------------- | --------------------------------------------------------------------------------------------------- | -------------- |
| 2002 | Grand Theft Auto: Vice City              | Microsoft Windows, Xbox, PlayStation 2, iOS, Android                                                | Rockstar Games |
| 2003 | Manhunt                                  | Microsoft Windows, Xbox, PlayStation 2                                                              | Rockstar Games |
| 2004 | Grand Theft Auto: San Andreas            | Microsoft Windows, Xbox, Windows Phone, PlayStation 2, iOS, Android                                 | Rockstar Games |
| 2005 | Grand Theft Auto: Liberty City Stories   | PlayStation Portable, PlayStation 2, iOS, Android                                                   | Rockstar Games |
| 2006 | Grand Theft Auto: Vice City Stories      | PlayStation Portable, PlayStation 2                                                                 | Rockstar Games |
| 2008 | Grand Theft Auto IV                      | Microsoft Windows, Xbox 360, PlayStation 3                                                          | Rockstar Games |
| 2009 | Grand Theft Auto IV: The Lost and Damned | Microsoft Windows, Xbox 360, PlayStation 3                                                          | Rockstar Games |
| 2009 | Grand Theft Auto: Chinatown Wars         | Nintendo DS, PlayStation Portable, iOS, Android                                                     | Rockstar Games |
| 2009 | Grand Theft Auto: The Ballad of Gay Tony | Microsoft Windows, Xbox 360, PlayStation 3                                                          | Rockstar Games |
| 2013 | Grand Theft Auto V                       | Microsoft Windows, Xbox 360, Xbox One, Xbox Series X/S, PlayStation 3, PlayStation 4, PlayStation 5 | Rockstar Games |
| 2013 | Grand Theft Auto Online                  | Microsoft Windows, Xbox 360, Xbox One, Xbox Series X/S, PlayStation 3, PlayStation 4, PlayStation 5 | Rockstar Games |
| tba  | Agent                                    | bude oznámeno                                                                                       | Rockstar Games |

#### Pomoc s vývojem
| Rok  | Název                 | Platformy                                                                            | Vydavatel      | Poznámky                                          |
| ---- | --------------------- | ------------------------------------------------------------------------------------ | -------------- | ------------------------------------------------- |
| 2010 | Red Dead Redemption   | Xbox 360, PlayStation 3                                                              | Rockstar Games | Pomáhalo společnosti Rockstar San Diego s vývojem |
| 2010 | Undead Nightmare      | Xbox 360, PlayStation 3                                                              | Rockstar Games | Pomáhalo společnosti Rockstar San Diego s vývojem |
| 2011 | L.A. Noire            | Microsoft Windows, Xbox 360, Xbox One, Nintendo Switch, PlayStation 3, PlayStation 4 | Rockstar Games | Pomáhalo společnosti Team Bondi s vývojem         |
| 2012 | Max Payne 3           | Microsoft Windows, Xbox 360, PlayStation 3                                           | Rockstar Games | Vyvinuto jako součást Rockstar Studios            |
| 2018 | Red Dead Redemption 2 | Microsoft Windows, Xbox One, PlayStation 4, Stadia                                   | Rockstar Games | Vyvinuto jako součást Rockstar Studios            |
| 2019 | Red Dead Online       | Microsoft Windows, Xbox One, PlayStation 4, Stadia                                   | Rockstar Games | Vyvinuto jako součást Rockstar Studios            |